# LGA
LGA (англ. Land Grid Array, FC-LGA) — тип корпуса микросхем, особенно процессоров, использующий матрицу контактных площадок, расположенную на корпусе микросхемы. Разъем для LGA-процессоров содержит массив подпружиненных контактных ножек.
Этот разъём, используемый для установки процессоров, пришёл на смену FC-PGA в связи с увеличением у процессоров количества выводов, а также потребляемых токов, что вызывало паразитные наводки и появление паразитных ёмкостей между выводами ножек процессора.
Данный тип корпуса позволяет снизить количество повреждений при перевозке процессоров, закреплённых на материнской плате. При установке процессора на материнскую плату с другим типом разъёмов его выводы плотно заходят в отверстия на материнской плате. Таким образом, при транспортировке готовых компьютеров, где процессор уже установлен на материнскую плату, возможно смещение процессора, связанное с тем, что радиатор охлаждения может прогибаться при сильных ударах или при неправильном закреплении. В этом случае, если контакты располагаются на процессоре, то они или ломаются, или срезают отверстия на материнской плате. При использовании LGA выводы переносятся на материнскую плату, а на самом процессоре присутствуют только контактные поверхности, а не отверстия. Таким образом, смещение процессора не вызывает серьёзных повреждений.
Переход на LGA увеличивает стоимость сокета, устанавливаемого на материнскую плату. Также имеется шанс выхода сокета из строя из-за изгибания подпружиненных контактных ножек при ошибках монтажа (сокет без процессора обычно прикрывается защитной пластиковой заглушкой), однако снижается риск повреждения ножек процессора по сравнению с PGA-корпусами. Для фиксации процессора в LGA-сокете обычно используется внешняя металлическая прижимная рамка с фиксацией специальным рычагом или винтовым креплением. Рамка равномерно распределяет усилие прижима и оставляет свободной центральную часть крышки процессора для лучшего контакта с системой охлаждения. В центральной части корпуса (субстрата), в зоне, свободной от контактных площадок, могут быть размещены дополнительные конденсаторы.

## Системы Intel
Intel с 2004—2005 года выпускает микропроцессоры с корпусами типа FC-LGA, отказавшись от PGA корпусов для процессоров, допускающих установку в разъем и замену пользователем (часть процессоров выпускается в корпусах BGA и припаивается на плату производителем).

Intel
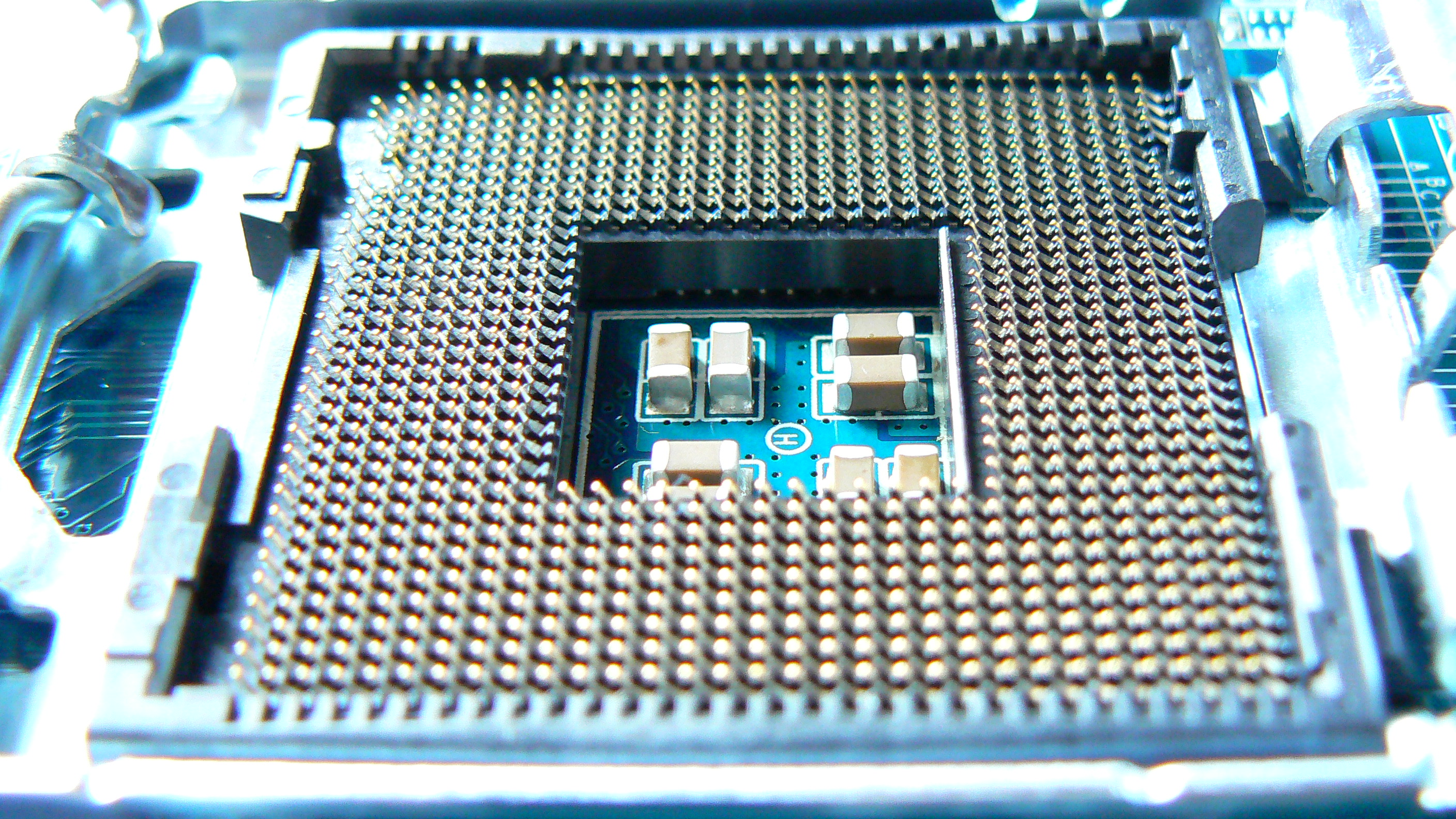
LGA 775
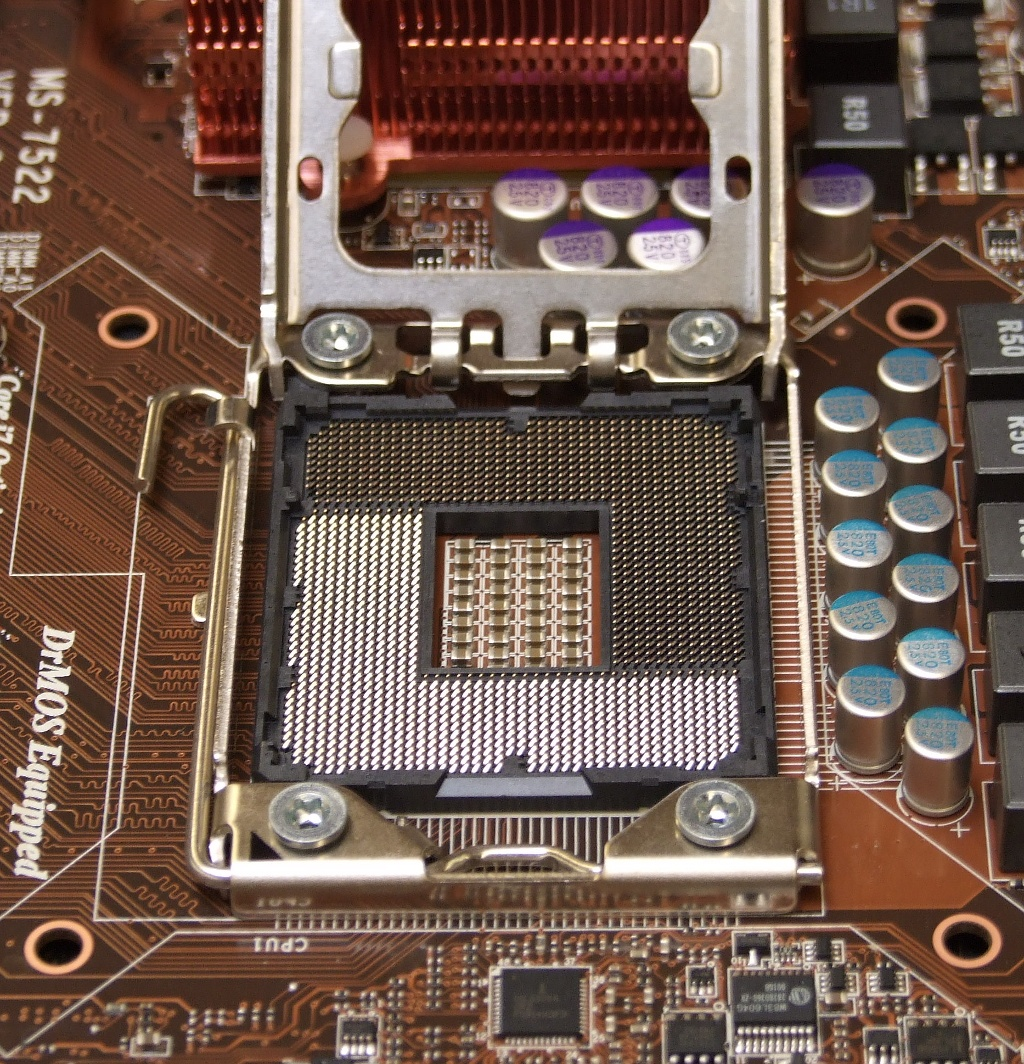
LGA 1366
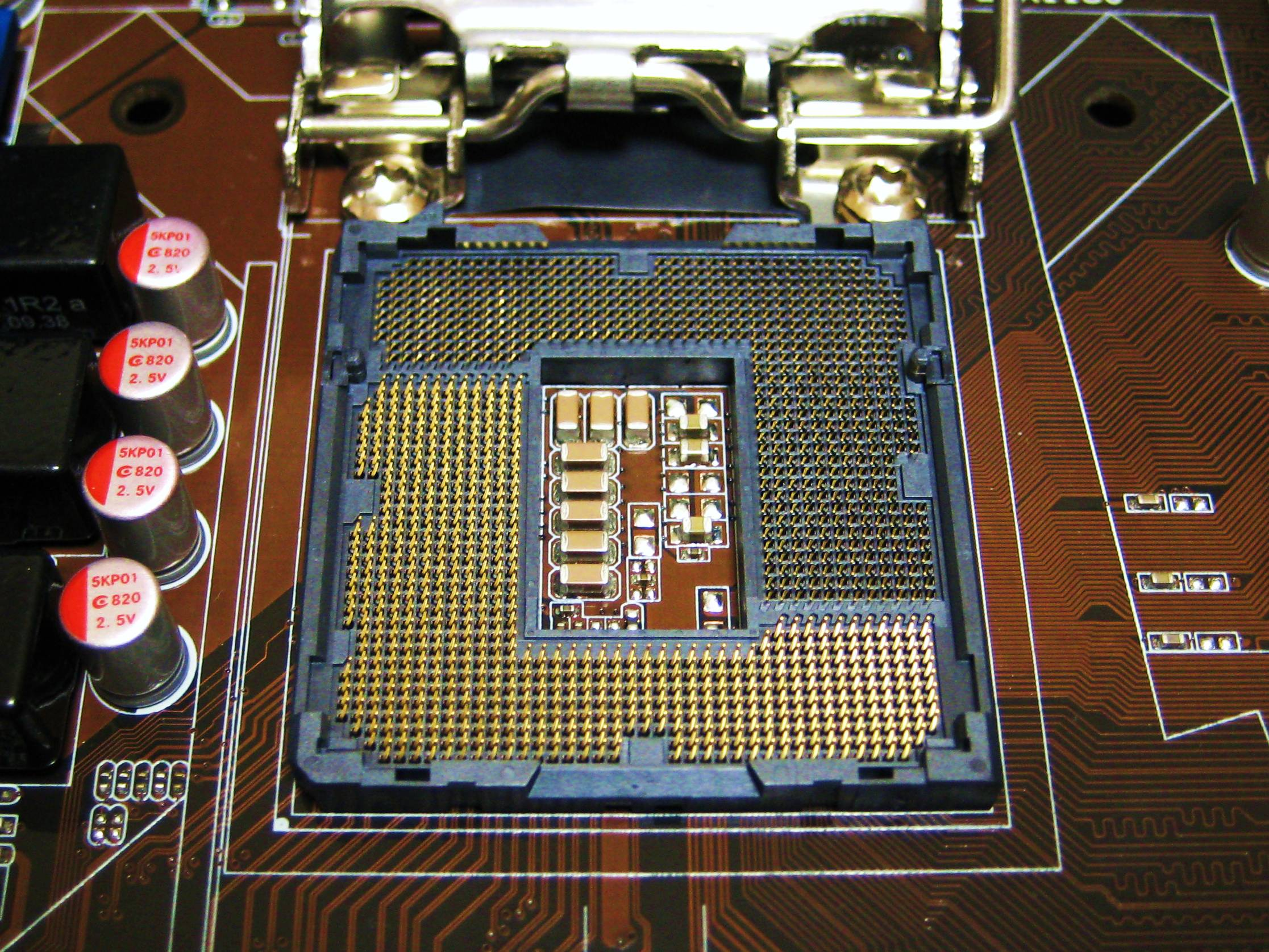
LGA 1156
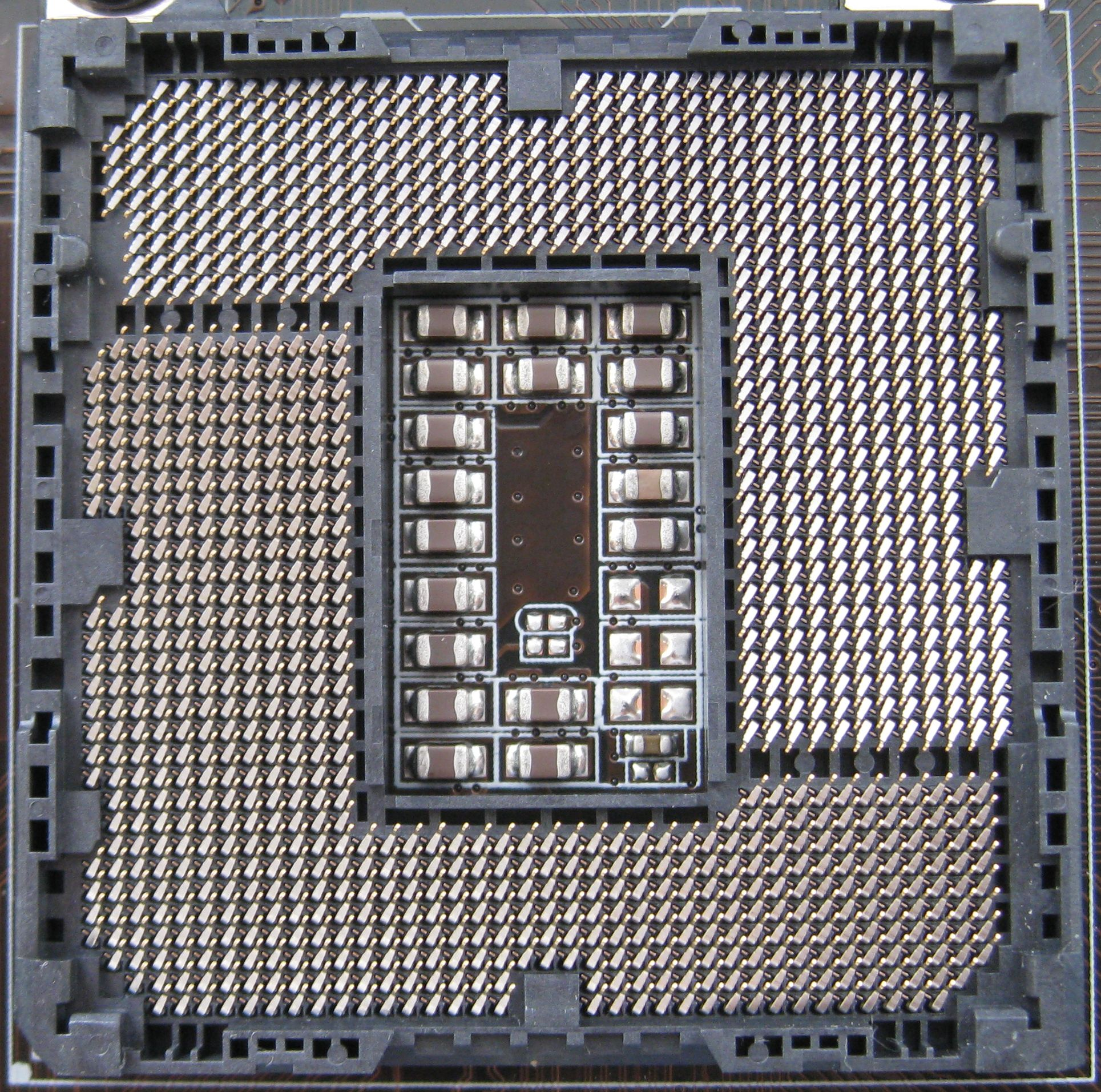
LGA 1155
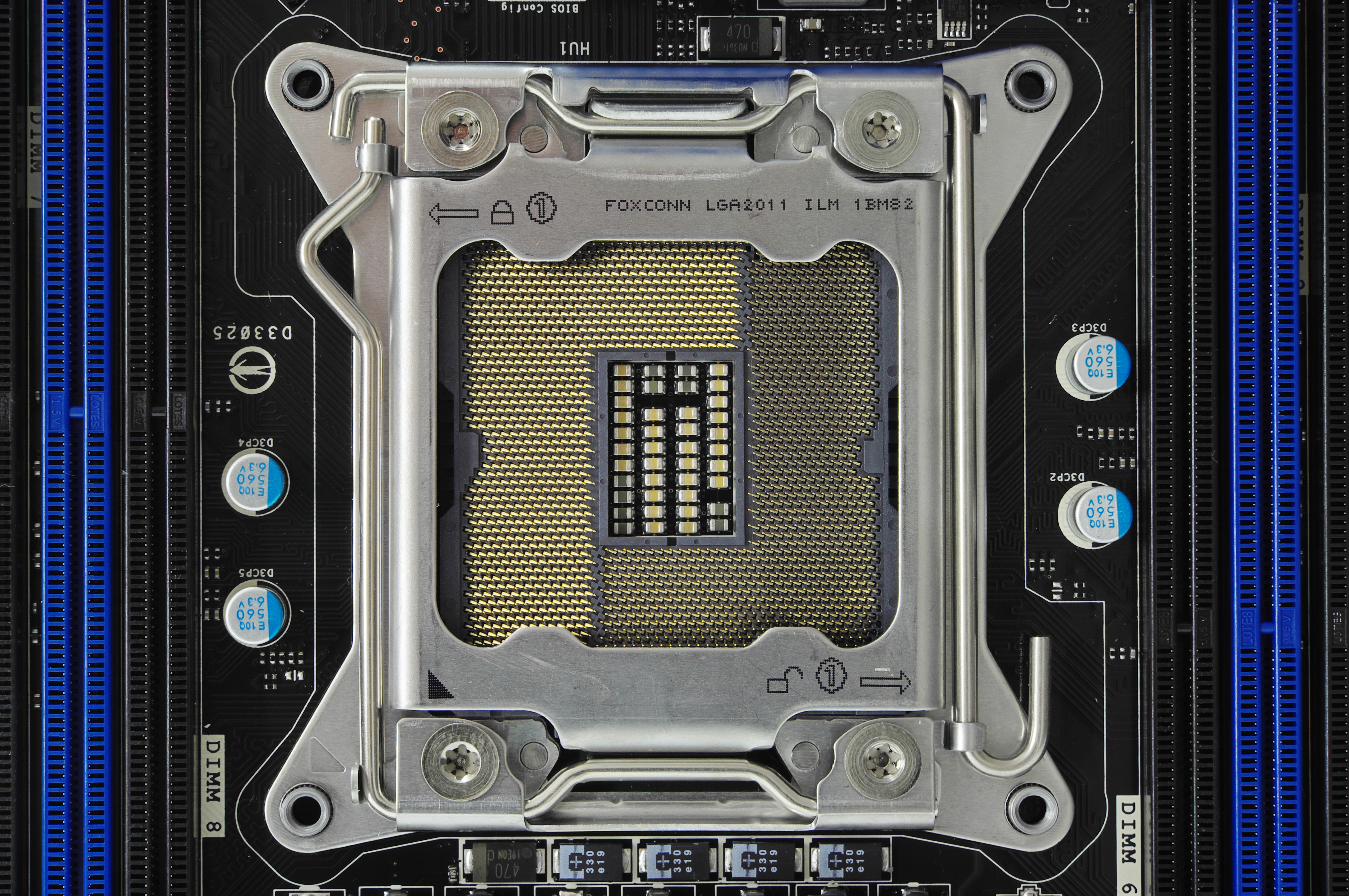
LGA 2011
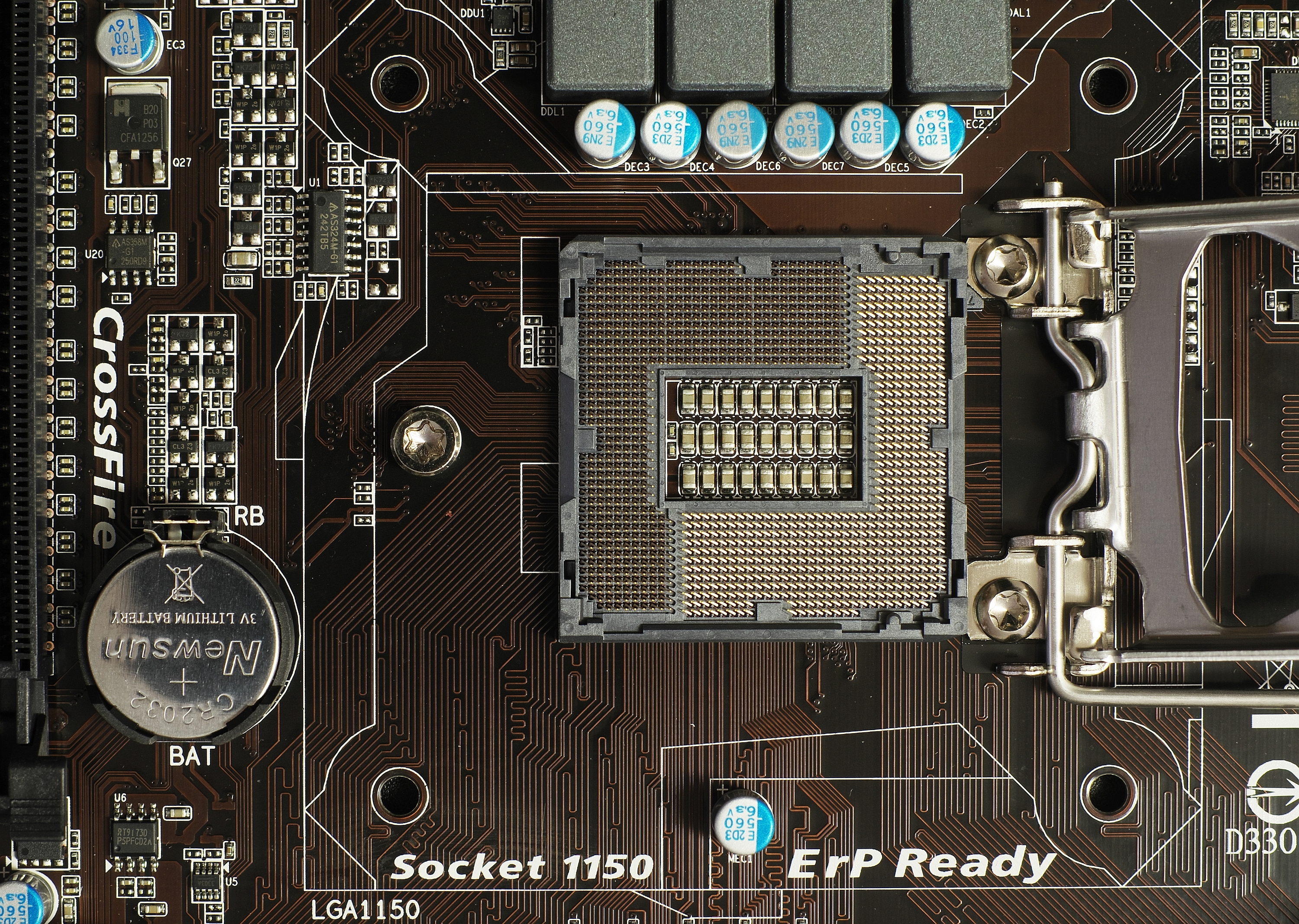
LGA 1150
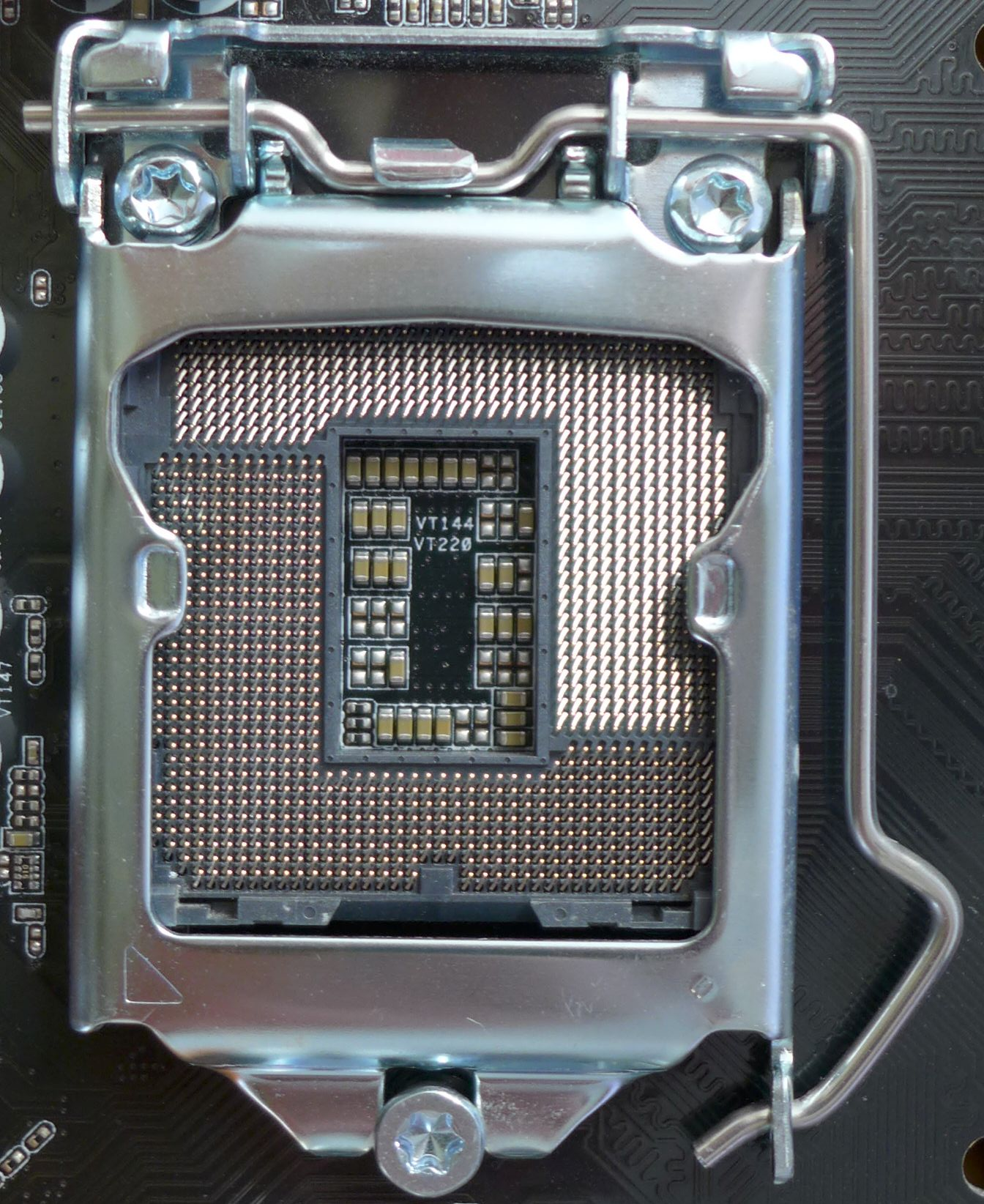
LGA 1151
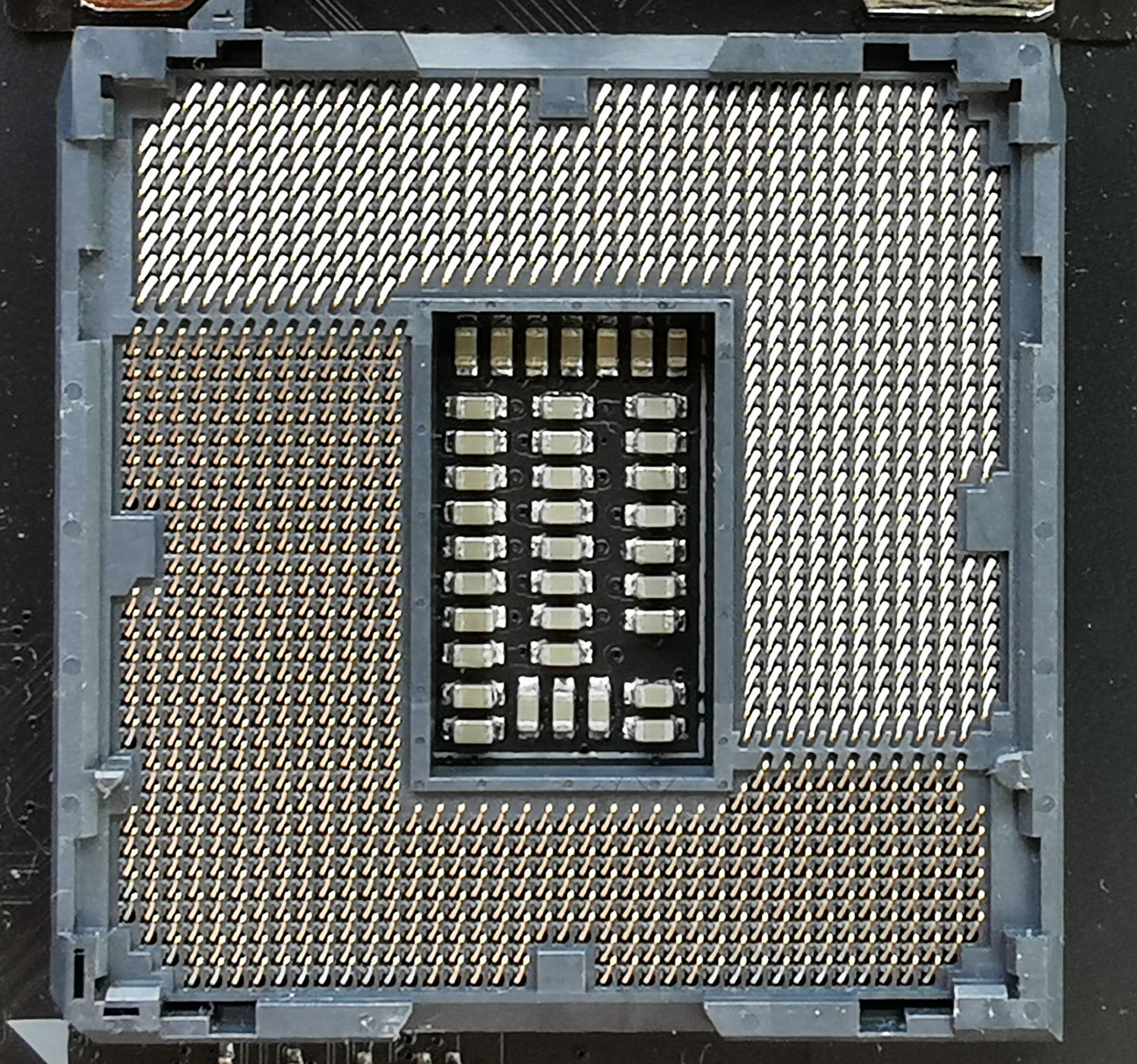
LGA 1200
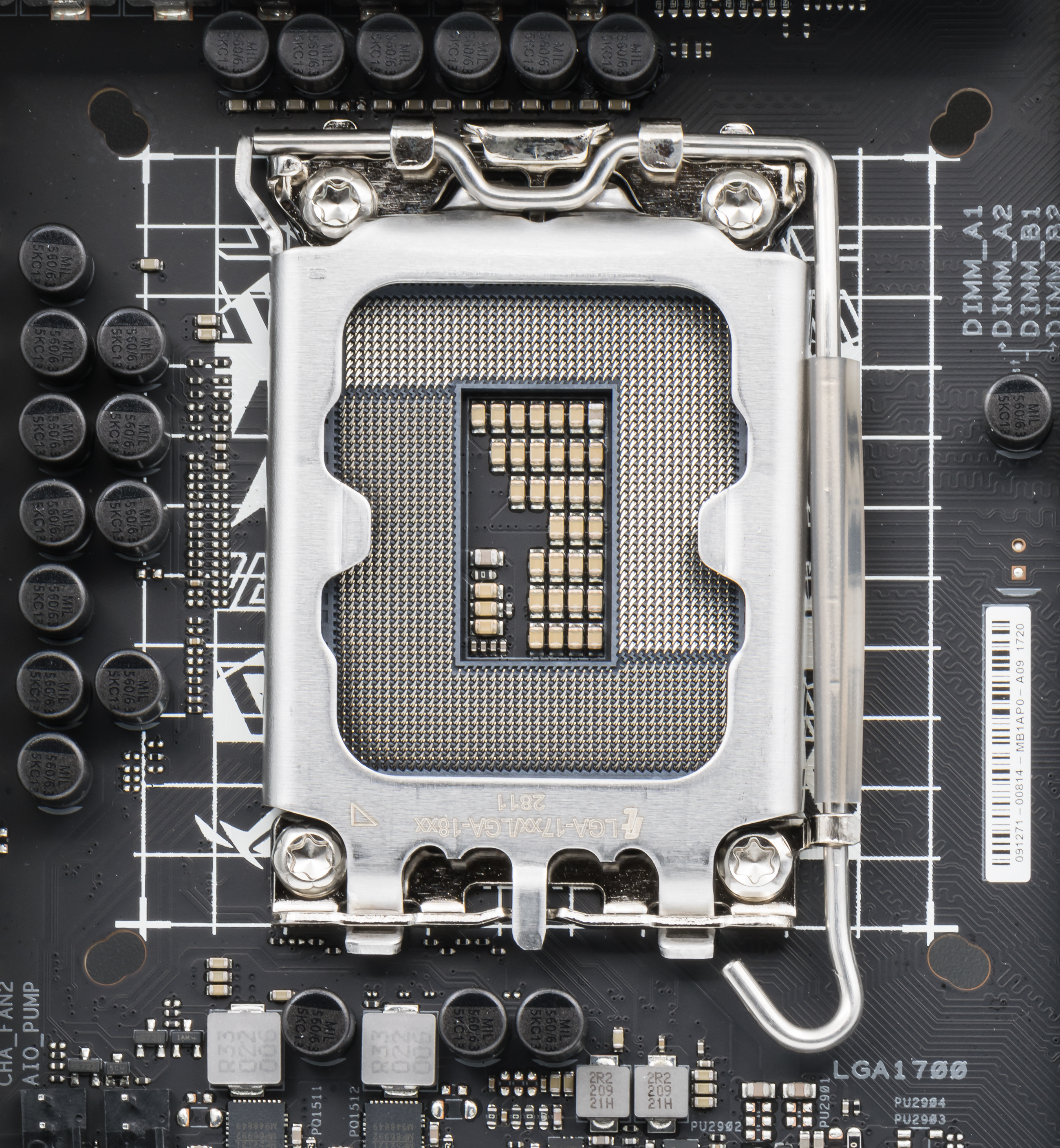
LGA 1700

## Системы AMD
AMD использовала LGA в нескольких продуктах, но продолжает массовый выпуск десктопных чипов в корпусах типа PGA. LGA используются для нового AM5 сокета, для процессоров серверного сегмента и HEDT систем Ryzen Threadripper (Socket TR4).

AMD
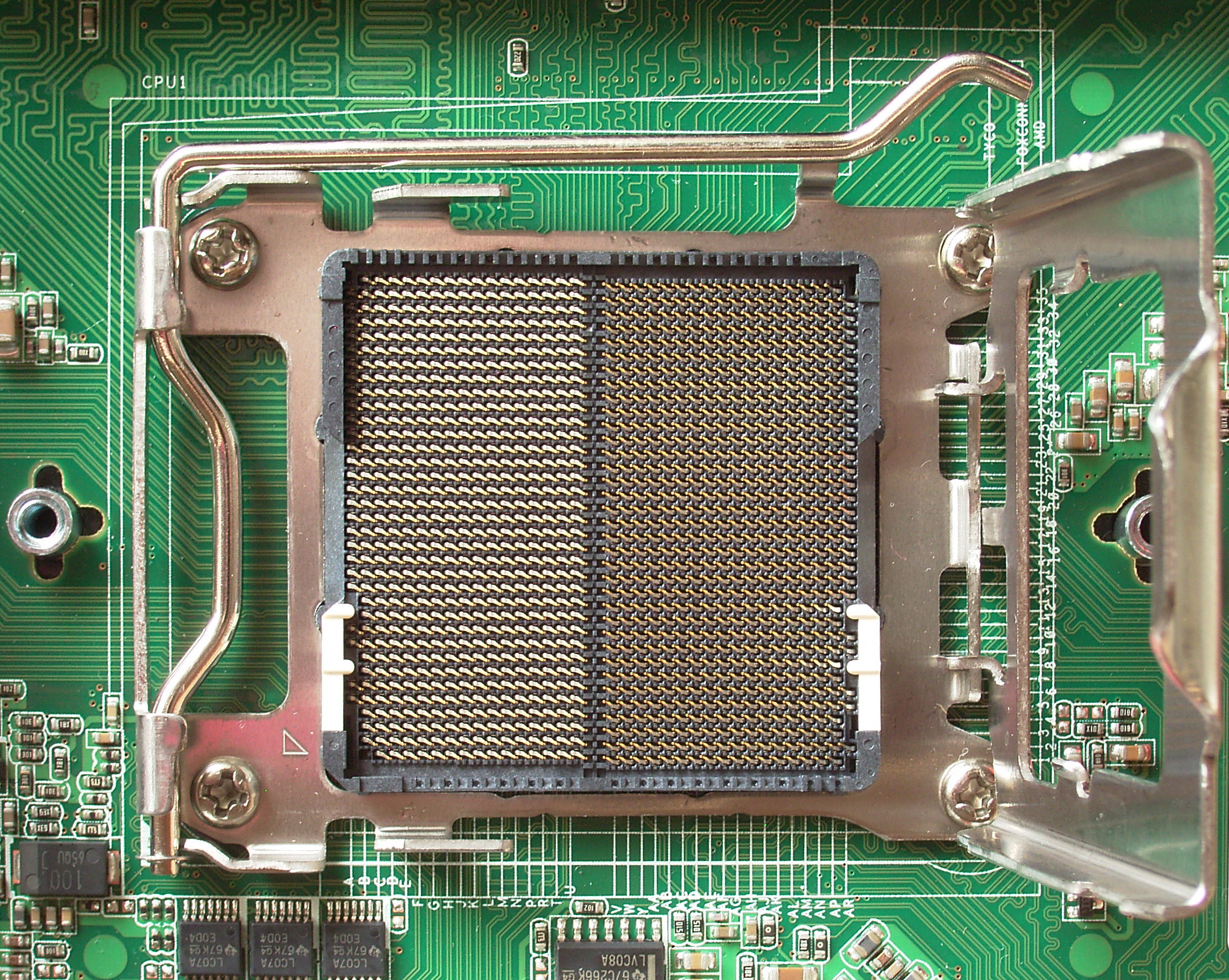
LGA 1207
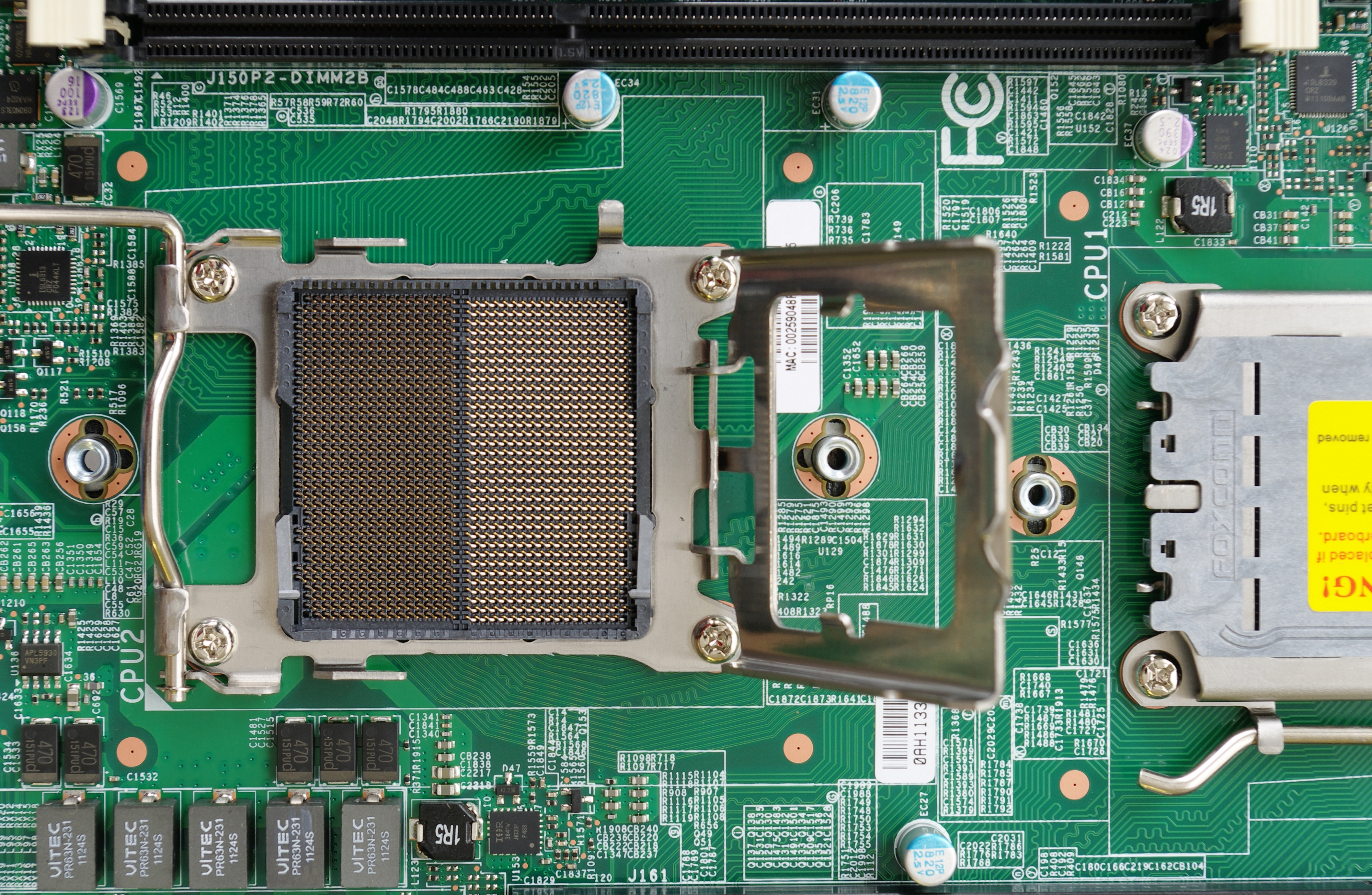
LGA 1207
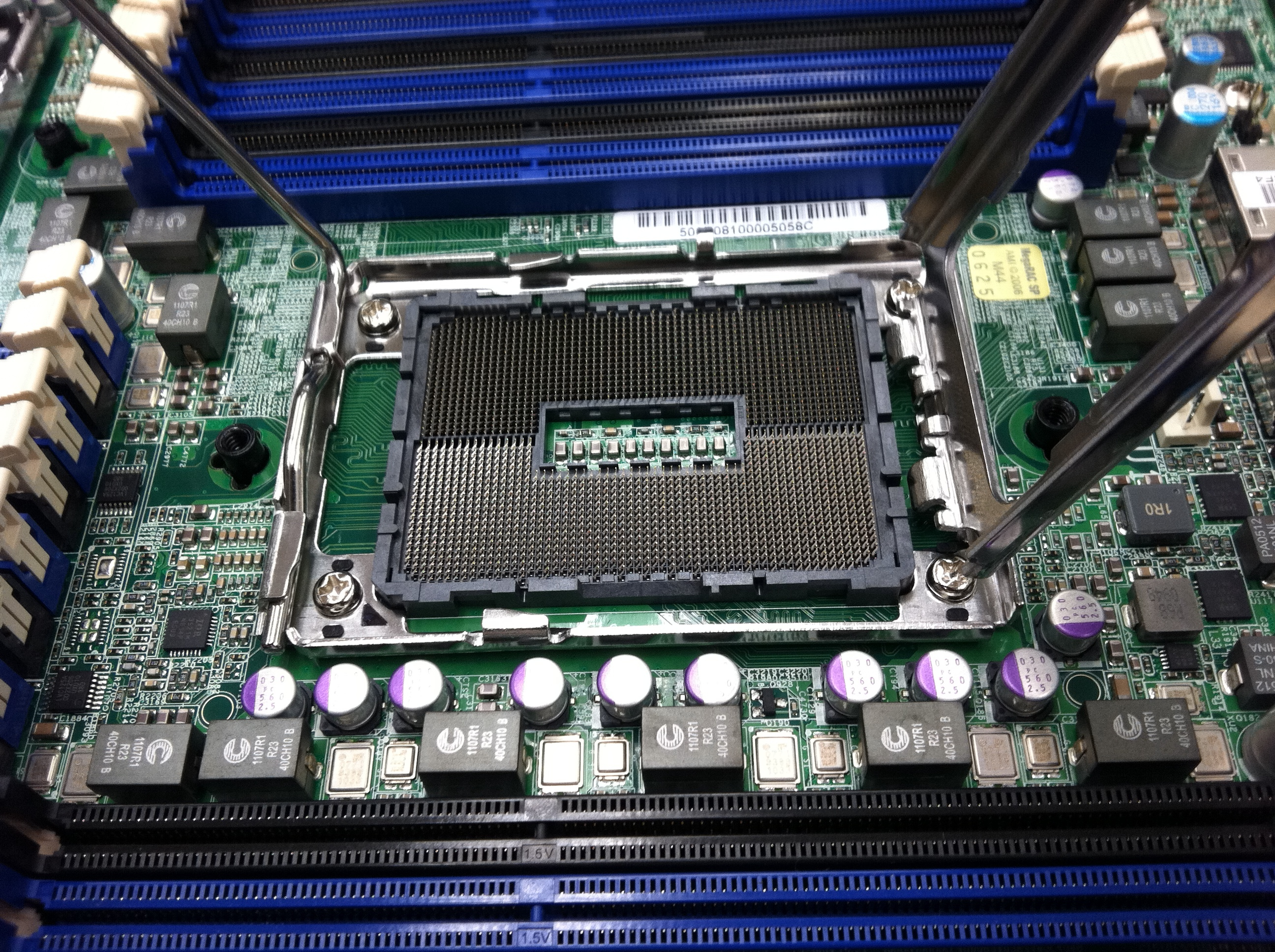
LGA 1944